# Kazurou Inoue
Kazurou Inoue (井上 和郎, Inoue Kazuro, Sano, 1 mei 1972) is een Japans mangaka. Op de veertigste Rookie Comic Awards werd zijn manga Dream Security Mao onderschreven. Nadat hij bij Kazuhiro Fujita in leer ging, gaf hij Heat Wave uit in het Shonen Sunday Super tijdschrift in 2001. Inoue is vooral bekend voor de reeks Midori no Hibi, welke door Studio Pierrot werd verwerkt tot een anime van veertien afleveringen.

## Oeuvre
- Heat Wave (2001, uitgegeven in Shonen Sunday Super, Shogakukan)
- Midori no Hibi (2003-2004, uitgegeven in Shonen Sunday, Shogakukan)
- Ai Kora (2005-2008, uitgegeven in Shonen Sunday, Shogakukan)
- Haru Ranman! (2007, one-shot uitgegeven in Young Animal, Hakusensha)
- Aoi Destruction (2007, verzameling kortverhalen, Shogakukan)
- Undead (2008, uitgegeven in Big Comic Spirits, Shogakukan)
- Ane Comi (2009-2012, uitgegeven in Young Animal Island, Hakusensha)
- Maho no Iroha! (2009-2012, uitgegeven in Shonen Sunday Super, Shogakukan)
- Full-Scratch Eiji
- Koshoten Yakou Funsenki
- Otone no Naisho
- Maria-san wa Toumei Shoujo (2014)

- Bibliothèque nationale de France: cb150759558 (data)
- International Standard Name Identifier: 0000 0003 5639 4240
- Bibliotheek van het Japanse parlement: 00912768
- Virtual International Authority File: 185607686